# Bokhoven
Bokhoven  é uma aldeia no município neerlandês de 's-Hertogenbosch, na província de Brabante do Norte com cerca de 280 habitantes). Está localizada na margem esquerda do rio Mosa.

## História
Pesquisas arqueológicas demonstraram que o povoamento de Bokhoven teve início no século XII. Os primeiros registros em arquivos oficiais datam de 1307.
Bokhoven era um município independente até 1922, quando passou a fazer parte de Engelen. Em 1971, o antigo município de Engelen é anexado a 's-Hertogenbosch.

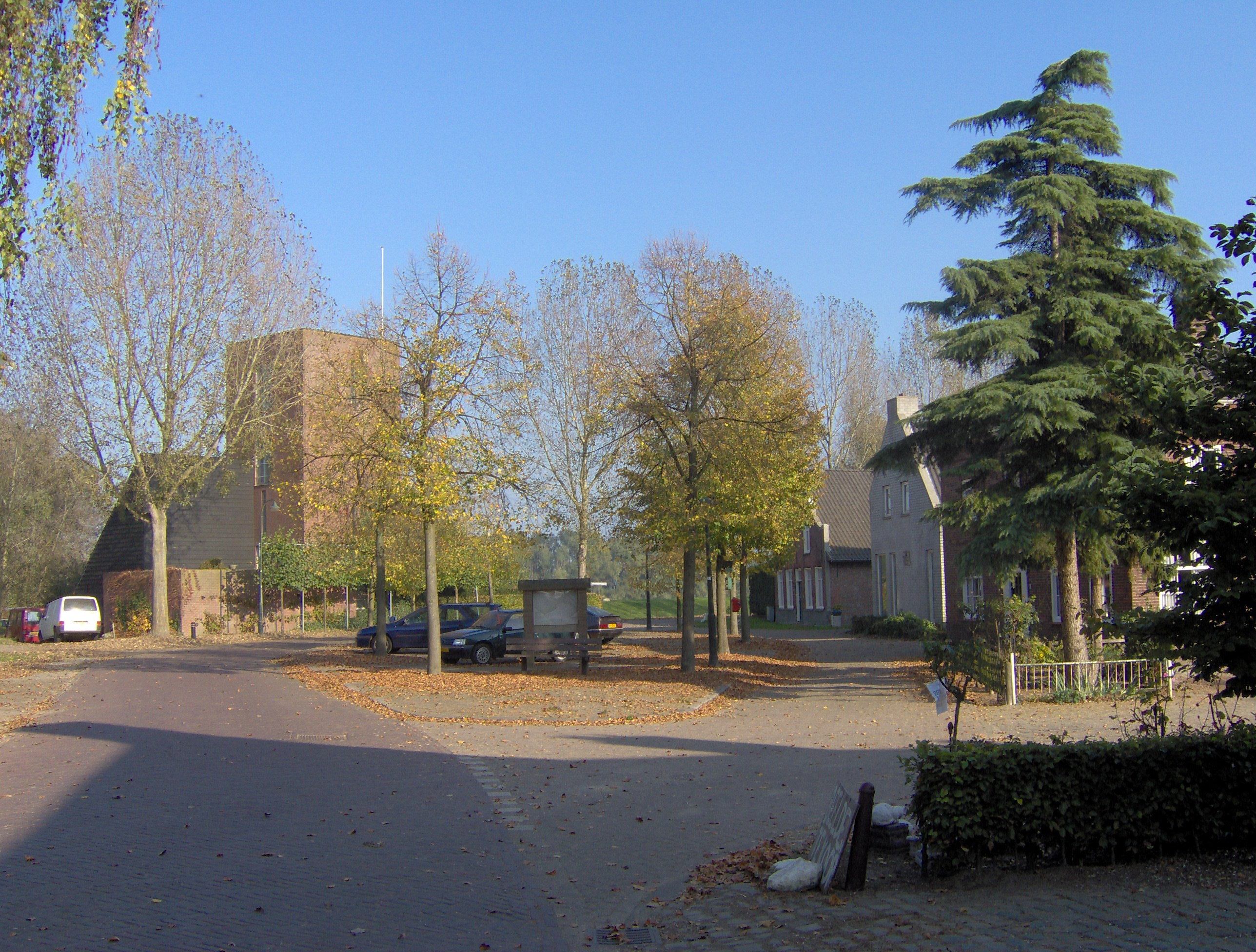
A praça dos Três Reis (Drie Koningenplein).